# استان الیاس پینیا
استان الیاس پینیا (به لاتین: Elías Piña Province) یک استان در جمهوری دومینیکن است.
مساحت این استان ۱٬۴۲۶٫۲۰ کیلومتر مربع و جمعیت آن در سال ۲۰۱۴ میلادی ۸۴٬۶۳۲ نفر می‌باشد.